# Przytul mnie mocno (film)
Przytul mnie mocno (愈快樂愈墮落) – melodramat w reżyserii Stanleya Kwana, wyprodukowany w Hongkongu w 1997 roku. Film znalazł się w sekcji konkursowej 48. MFF w Berlinie, gdzie otrzymał dwie nagrody.

## Fabuła
Fung Wai jest młodym informatykiem, szaleńczo zakochanym w swojej żonie. Ze zdumieniem odkrywa, że zdradza go ona z młodym ratownikiem z basenu. Wkrótce później jego małżonka ginie w katastrofie lotniczej, a on sam popada w głęboką depresję. Odnajduje ukojenie w rodzącej się powoli przyjaźni z byłym kochankiem swojej żony oraz spotkanym przypadkowo w barze gejem.

## Obsada
- Sunny Chan jako Fung Wai
- Chingmy Yau jako Ah Moon/Rosa Gao
- Eric Tsang jako Tong
- Yue-Lin Ko jako Jie
- Kar-Lok Choi jako chłopak z basenu
- Shu-Fun Chin jako barman

## Nagrody i wyróżnienia
Film otrzymał dwie nagrody na festiwalu berlińskim: Nagrodę im. Alfreda Bauera za innowacyjność oraz Nagrodę Teddy dla najlepszego filmu o tematyce LGBT. Obraz uzyskał także sześć nominacji do Hong Kong Film Award, najważniejszej nagrody filmowej w Hongkongu, lecz ostatecznie nie nagrodzono go ani jedną statuetką.